# Vaca canulada

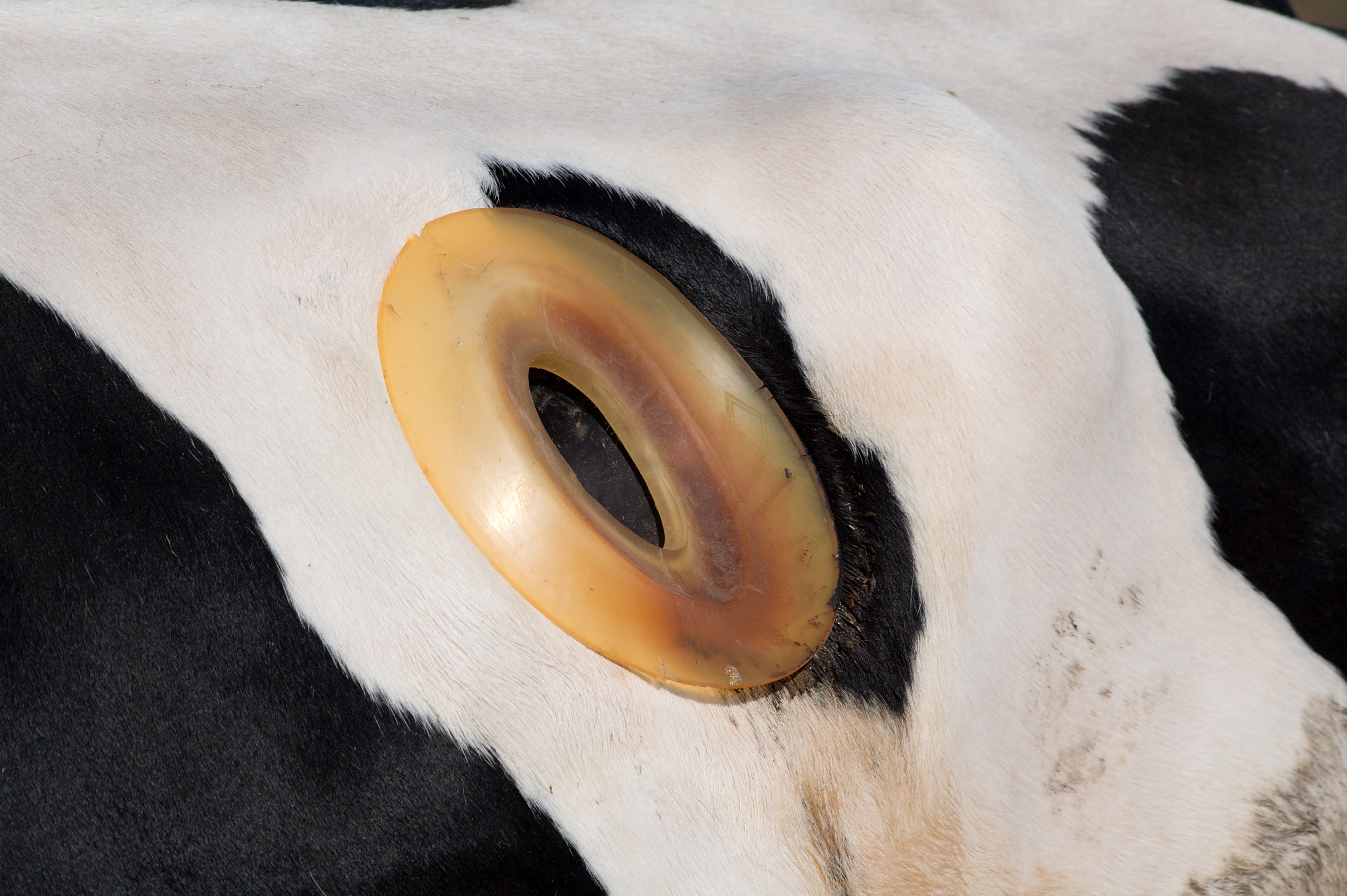
Uma cânula no lado de uma vaca

Uma vaca canulada ou fistulada refere-se a uma vaca que foi cirurgicamente equipada com uma cânula. Uma cânula atua como um dispositivo semelhante a uma vigia que permite o acesso ao rúmen de uma vaca, para realizar pesquisas e análises do sistema digestivo e permitir que os veterinários transplantem o conteúdo do rúmen de uma vaca para outra.
A prática da canulação ruminal foi documentada pela primeira vez em 1928 por Arthur Frederick Schalk e R.S. Amadon do North Dakota Agricultural College.

## Implantação cirúrgica

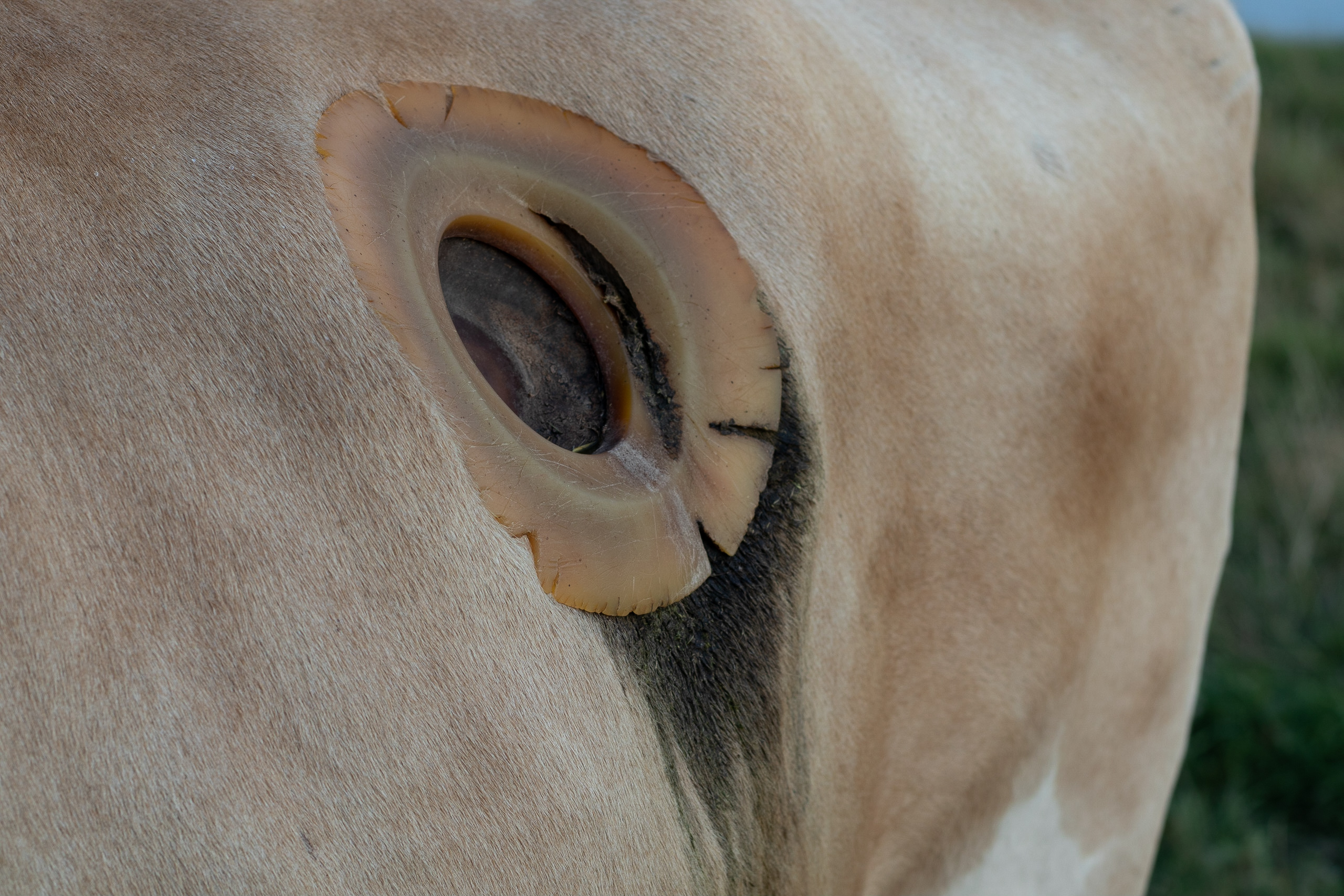
Uma vaca canulada no Centro de Pesquisa e Ensino Agrícola da Universidade Estadual do Arkansas

A canulação requer a instalação de um cilindro de borracha flangeado na lateral de uma vaca, atrás de sua 13.ª costela. O cilindro normalmente é equipado com uma tampa de plástico, borracha ou metal para manter o rúmen anaeróbico.
A cânula de borracha é implantada cirurgicamente enquanto a vaca está de pé e acordada, com anestesia local. A vaca é obrigada a jejuar e abster-se de beber água por 24 horas antes da cirurgia. Em seguida, o veterinário extirpa um pequeno pedaço da pele da vaca, faz uma incisão no rúmen e costura os lados abertos do rúmen nas bordas da pele, para evitar que o conteúdo do rúmen vaze para o resto da cavidade abdominal. Finalmente, o flange interno da cânula é empurrado para dentro do rúmen e tampado.

## Implicações éticas
Embora veterinários e criadores de bovinos apontem para a eficácia da transfaunação no tratamento de doenças digestivas, muitos grupos de direitos dos animais argumentam que a prática é desnecessariamente prejudicial à qualidade de vida da vaca canulada. O uso de um coletor de líquido ruminal em vez de fistulação é bem tolerado pela vaca doadora. A PETA aponta para o período de recuperação de quatro a seis semanas da cirurgia e sugere que os argumentos para os benefícios da canulação para a saúde obscurecem o lucro da indústria de laticínios: "Enquanto alguns afirmam que essa transferência pode melhorar a saúde das vacas, o procedimento parece principalmente para beneficiar os resultados das indústrias de carne e laticínios — otimizando alimentos e digestão para animais que serão explorados e abatidos." Da mesma forma, a Sociedade Antivivissecção da Nova Zelândia descreve a prática como "cruel, insensível e bárbara […] o epítome de usar vacas como meros objetos, como carros com tanques de combustível."
O sítio de verificação de fatos Snopes determinou que a descrição de um vídeo circulante de uma vaca canulada como “abuso” é uma “categorização incorreta”, dizendo que a canulação “não é uma forma de abuso nem um método para aumentar a produção de laticínios." No entanto, a canulação do rúmen tem sido usada há muito tempo pela indústria de laticínios para estudar métodos que melhoram a produção de leite. Por exemplo, um estudo de 1940 usou vacas canuladas para determinar que uma dieta rica em vitaminas produz mais leite antiescorbútico do que uma dieta pobre em vitaminas, e um estudo de 2004 usou vacas canuladas para avaliar tratamentos para um desequilíbrio de pH chamado acidose ruminal subaguda que preocupa os produtores de leite principalmente porque prejudica a produção de leite.